# Comuna Gihanga
Gihanga este o comună în provincia Bubanza, Burundi. Reședința ei este orașul omonim.

## Localități componente
·  Gihanga (reședință)  ·  Buramata  ·  Gihungwe  ·  Kagwena  ·  Mpanda  ·  Mukindu  ·  Murira  ·  Muyange  ·  Ninga  ·  Nyeshanga  ·  Rushakashaka
1. ↑  GeoNames, accesat în 9 iulie 2017